# 쓰루마키 겐토
쓰루마키 겐토(일본어: 弦巻 健人, 1987년 6월 29일 ~ )는 일본의 전 축구 선수이다.

## 구단 경력
과거 도쿄 베르디, 파지아노 오카야마, 미토 홀리호크, 마쓰모토 야마가 FC에서 활동하였다.